# Shīsheh Gūrāb
Shīsheh Gūrāb (persiska: شیشه گوراب) är en ort i Iran.   Den ligger i provinsen Gilan, i den norra delen av landet, 240 km nordväst om huvudstaden Teheran. Antalet invånare är 479.
Terrängen runt Shīsheh Gūrāb är mycket platt. Runt Shīsheh Gūrāb är det tätbefolkat, med 659 invånare per kvadratkilometer. Närmaste större samhälle är Khoshk-e Bījār, 3,6 km väster om Shīsheh Gūrāb. Trakten runt Shīsheh Gūrāb består till största delen av jordbruksmark.